# Minilimosina contrasta
Minilimosina contrasta är en tvåvingeart som beskrevs av Marshall 1985. Minilimosina contrasta ingår i släktet Minilimosina och familjen hoppflugor. Inga underarter finns listade i Catalogue of Life.